# Віль (Цюрих)
Віль (нім. Wil ZH) — громада  в Швейцарії в кантоні Цюрих, округ Бюлах.

## Географія
Громада розташована на відстані близько 110 км на північний схід від Берна, 26 км на північ від Цюриха.
Віль має площу 9 км², з яких на 15,4% дозволяється будівництво (житлове та будівництво доріг), 53,1% використовуються в сільськогосподарських цілях, 30,2% зайнято лісами, 1,3% не є продуктивними (річки, льодовики або гори).

## Демографія
2019 року в громаді мешкало 1474 особи (+14,6% порівняно з 2010 роком), іноземців було 12,4%. Густота населення становила 165 осіб/км².
За віковим діапазоном населення розподілялося таким чином: 21,4% — особи молодші 20 років, 58,6% — особи у віці 20—64 років, 19,9% — особи у віці 65 років та старші. Було 603 помешкань (у середньому 2,4 особи в помешканні).
Із загальної кількості 543 працюючих 81 був зайнятий в первинному секторі, 176 — в обробній промисловості, 286 — в галузі послуг.